# Nicole Fagegaltier
Nicole Fagegaltier, née le 16 mai 1963 à Belcastel (Aveyron), est une femme chef cuisinier française.
Le Restaurant du Vieux Pont dont elle est chef a une étoile au Guide Michelin depuis 1991. Cela fait d'elle l'une des rares femmes chef étoilées en France.

## Parcours
Nicole Fagegaltier grandit dans l'auberge familiale de Belcastel, tenue successivement par sa grand-mère Maria et sa mère Marcelle. Elle se forme à l'école hôtelière de Souillac (Lot) puis de Toulouse et prend progressivement la tête du restaurant familial à partir de 1983.
En 1986, elle reçoit le prix de championne de France de dessert, décerné par Cultures Sucre,.
L'activité s'accroissant, sa sœur Michèle vient assurer l'accueil et le service des vins puis quelques années après, c'est son mari Bruno Rouquier, également cuisinier qui vient renforcer l'équipe.
En 1991, le guide Michelin décerne une étoile à son Restaurant du Vieux Pont.
En 2015, elle fait partie du jury de la demi-finale de l'émission culinaire Top Chef sur M6. En 2018, elle apparait dans l'émission Les carnets de Julie sur France 3.
Le chef Cyril Lignac a fait son BEP cuisine chez Nicole Fagegaltier.